# 私の男の秘密
『私の男の秘密』（朝鮮語：내 남자의 비밀）は2017年-2018年の韓国のテレビドラマ。

## 概要
このテレビドラマは出自、性格の異なる2人の男が同じ顔を持つ理由で入れ替わり、人格までもが逆転し翻弄する内容である。2017年9月18日から2018年2月9日にかけてKBS2で放送され、真面目な男性と冷徹な男性の二役を俳優ソン・チャンウィが演じ、同年のKBS演技大賞最優秀賞を受賞した。

## 出演

### 主要人物
ハン・ジソプ：ソン・チャンウィ
主人公。貧乏で真面目な性格の男性。大学生の頃、女子高校生だったキ・ソラ（後述）に最悪な出合いをして結婚、1児の父として夫として会社員として過ごしていた。
カン・ジェウク：ソン・チャンウィ（二役）
財閥グループの次男。横暴で傲慢な性格。
キ・ソラ：カン・セジョン
ジソプの妻。中華料理店経営者の次女で養女。女子高校生だった頃のある日、夫となるジソプと最悪な出会いをする。
カン・イヌク：キム・ダヒョン
財閥グループの長男でジェウクの異母兄弟。医師。
チン・ヘリム：パク・ジョンア
国会議員の娘でジェウクの婚約者。外科医。

## スタッフ
演出：チ・ヒョンイク